# Lago CECs
El lago CECs de tipo subglacial de la Antártica ubicado a 160km del Glaciar Unión. su nombre se debe al que fue descubierto por el Centro de Estudios Científicos (CECs) el cual tiene sede principal en Valdivia (Chile). Su ubicación solo es reclamada por Chile. 
El lago cuenta con una superficie estimada de 18 km². Está ubicado en una zona divisoria de tres grandes glaciares de la Antártica occidental, donde nacen grandes corrientes de hielo, por lo que se encuentra en una situación de baja perturbación, donde el movimiento del hielo es casi inexistente. Esto permite caracterizar al lago como un cuerpo de agua extremadamente estable, con mínimos intercambios de masa con su entorno, convirtiéndolo en un lago prácticamente encapsulado. Lo que favorece la hipótesis de que de albergar vida, esta se habría desarrollado en condiciones de extremo aislamiento.
Los primeros indicios fueron detectados en el verano del año 2014, mientras la estación móvil "CECs 1" hacía su travesía por el plateau central de Antártida Occidental, aproximadamente en latitud 80° S a sólo 10 grados geográficos del polo sur.
El día 21 de enero del 2014, las mediciones del radar terrestre mostraron retornos subglaciares distintos a los observados hasta la fecha, los que indicaban la presencia de un cuerpo de agua masivo a un poco más de 2.6 kilómetros profundidad bajo el hielo. Se realizó de inmediato un primer mapeo con radar de penetración de hielo, que confirmó el hallazgo. Se regresó al año siguiente y se completó un mapeo exhaustivo. Los resultados fueron entonces analizados en detalle y se enviaron para publicación en la revista especializada de la materia, "Geophysical Research Letters", donde el artículo apareció el 22 de mayo del 2015, los autores son todos integrantes del laboratorio de glaciología del CECs: Andrés Rivera, José Uribe, Rodrigo Zamora y Jonathan Oberreuter.